# Mama Do (Uh Oh, Uh Oh)
„Mama Do (Uh Oh, Uh Oh)” (cunoscut și ca „Mama Do”) este o piesă a cântăreței britanice Pixie Lott de pe albumul ei de debut Turn It Up (2009). Scris și produs de Mads Hauge și Phil Thornalley, cântecul a fost lansat digital pe 6 iunie și pe disc single pe 8 iunie 2009, fiind primul single de pe album. A atins locul 1 în Regatul Unit și top 10 în alte câteva țări europene.

## Ordinea pieselor pe disc
Disc single distribuit în Regatul Unit
1. „Mama Do (Uh Oh, Uh Oh)” — 3:19
2. „Want You” — 3:59

Disc digital distribuit prin iTunes în Regatul Unit
1. „Mama Do (Uh Oh, Uh Oh)” — 3:19
2. „Use Somebody” (preluare după Kings of Leon) — 3:06

Remix pentru iTunes și EP
1. „Mama Do (Uh Oh, Uh Oh)” (Vocal Linus Loves) — 4:55
2. „Mama Do (Uh Oh, Uh Oh)” (Vocal Bimbo Jones) — 7:04
3. „Mama Do (Uh Oh, Uh Oh)” (Remix T2) — 5:05
4. „Mama Do (Uh Oh, Uh Oh)” (Remix Donae'o — versiunea pentru radio) — 3:42